# NGC 1854
NGC 1854 je kuglasti skup u zviježđu Zlatnoj ribi. 

## Vanjske poveznice
- SEDS: NGC 1854